# Alexandru Referendaru
Alexandru Referendaru (n. 6 noiembrie 1866 - d. 27 decembrie 1919) a fost unul dintre generalii Armatei României din Primul Război Mondial.
A îndeplinit funcția de comandant de divizie în campania anului 1916 și comandant al artileriei Armatei 1 în campania anului 1917.:p. 278

## Cariera militară
După absolvirea școlii militare de ofițeri cu gradul de sublocotenent, Alexandru Referendaru ocupat diferite poziții în cadrul unităților de artilerie sau în eșaloanele superioare ale armatei, cele mai importante fiind cele de comandant al Școlii Militare de Artilerie, Geniu și Marină, Regimentului 1 Artilerie Cetate, Brigăzii 3 Artilerie sau al Brigăzii 1 Artilerie Grea.:p. 278
În perioada Primului Război Mondial a îndeplinit funcția de comandant al Diviziei 18 Infanterie, în perioada 14/27 august - 16/29 noiembrie 1916, comandant al artileriei Armatei 1 în bătălia de la Mărășești, din 1917 și Secretar general al Ministerului de Război în anul 1918. A condus delegația militară română la conferința de la Odessa din 3/16-7/20 ianuarie 1917, în care s-au discutat
condițiile unei eventuale reorganizări a Armatei României pe teritoriul Basarabiei.:p. 278
După război a îndeplinit funcția de Inspector general al artileriei, în perioada (1918-1928). A trecut în rezervă în anul 1928.

## Decorații
- Ordinul „Steaua României”, în grad de ofițer (1913)
- Ordinul „Coroana României”, în grad de ofițer (1903)
- Medalia „Avântul Țării” (1913)
- Crucea „Meritul Sanitar” (1914).[2]:p. 432